# Fischereistreit von Gibraltar

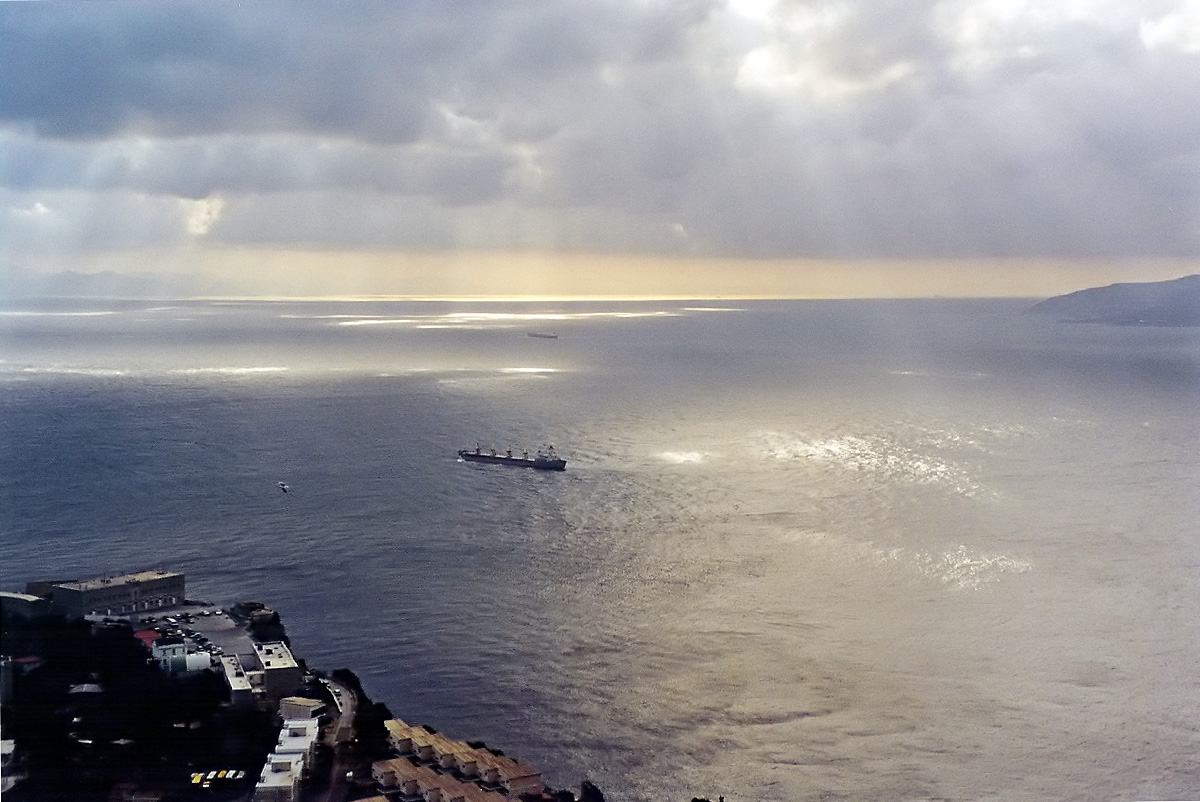
Blick auf die Bucht und Straße von Gibraltar

Karte Gibraltars

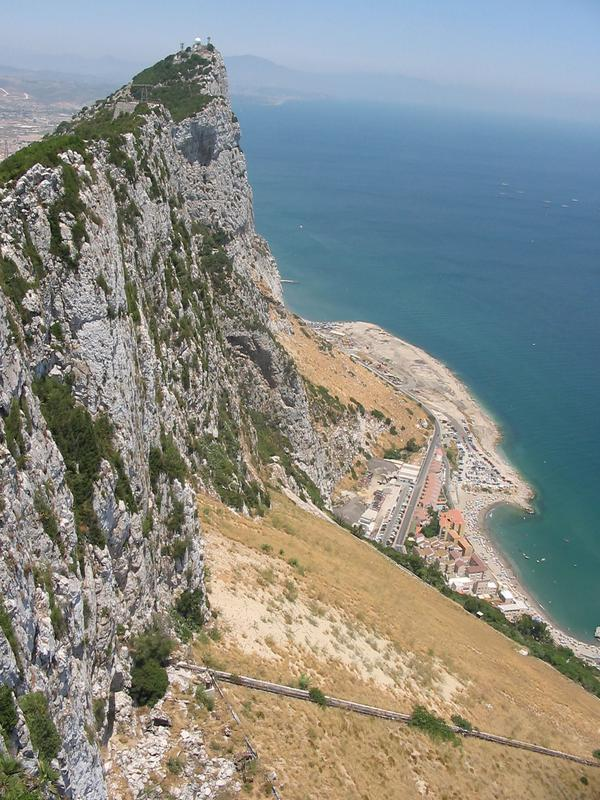
Seegebiet um Gibraltar, Blick von Osten

Die reichen Fischgründe vor der Iberischen Halbinsel waren immer wieder Auslöser des Fischereistreits von Gibraltar zwischen Spanien und dem zum Vereinigten Königreich gehörenden Gibraltar.

## Hintergrund
Spanien erkennt die Hoheitsgewässer Gibraltars nicht an und geht davon aus, dass diese sich auf den Hafen Gibraltars beschränken. Alles Weitere Seegebiet sieht es als spanische Zwölf-Meilen-Zone an. Gibraltar dagegen sieht eine eigene Zwölf-Meilen-Zone als sein Hoheitsgewässer an.

### Fischerei
Ökonomisch ist das Gebiet um Gibraltar für spanische Fischer bedeutsam, denn diese Fischgründe sind besonders reich. Hier finden sich vor allem Thunfischschwärme, auch der besonders teure rote Thunfisch und andere hochpreisige Fischarten.
Die Verwaltung des britischen Territoriums Gibraltar verfügte aus ökologischen Gründen ein Verbot der Netzfischerei und stützte sich dabei auf ihre Souveränitätsrechte. Die spanischen Fischer und die Regierung Spaniens hingegen berufen sich auf die 1999 von der EU anerkannte Rechte in den Gewässern um Gibraltar.
Im Juli 2012 hatten sich Spanien und Gibraltar auf eine wissenschaftliche Untersuchung der Fischbestände geeinigt. Spanien kritisierte, die Resultate einer vom Ozeanographischen Institut in Cadiz erstellten Studie seien von Naturschutzexperten, die „nicht das Geringste von Fischerei verstünden“, bewertet worden.

### Politik
Vor allem der spanischen rechten Volkspartei Partido Popular (PP) ist der Status Gibraltars ein Dorn im Auge. Seit die PP ab 2012 die Regierung stellt, ist Gibraltar wieder ein Thema. Der Sozialist José Luis Rodríguez Zapatero hatte zuvor auf einen Dialog mit Gibraltar gesetzt. Ministerpräsident Mariano Rajoy kündigte diesen wieder auf. Zapatero hatte im Dialog mit Gibraltar und den Briten erreicht, dass spanische Fischer in einem Umkreis von drei Seemeilen um die Kolonie fischen dürfen.
Das Vereinigte Königreich betont die strategische Bedeutung Gibraltars für das British Empire.

## Vorfälle

### Auseinandersetzungen im Mai 2012
Im Mai 2012 hatten Polizeiboote Gibraltars Konflikte mit Booten der paramilitärischen Guardia Civil. Dies waren die bisher schwersten Zwischenfälle dieser Art. Fischer aus dem spanischen Algeciras wollten nachts ihre Netze vor der britischen Kronkolonie auslegen. Die Fischer wurden durch Polizeiboote aus Gibraltar erneut vertrieben, die „aggressive“ und „gefährliche Manöver“ zwischen den fünf Fischerbooten ausgeführt hätten. Die Fischer erklärten damals, man wolle nicht provozieren, sondern überprüfen, ob Gibraltar seine Haltung geändert habe. Der Konflikt hatte eine Zuspitzung erfahren, als die Guardia Civil am Tag vor dem Zwischenfall die spanischen Fischerboote begleitete, um sie beim Auslegen der Netze zu beschützen. Dabei war es zu einer Konfrontation und mehreren Kollisionen gekommen, welche die Zeitung Gibraltar Chronicle damals als „Gefecht“ bezeichnete. Gibraltar begründete sein Vorgehen damit, dass die Fischer in Meeresschutzgebieten fischten, in denen nicht mit Netzen gefischt werden dürfte. Sogar die britische Marine griff ein: die Royal Navy forderte Fischer und Guardia Civil auf, die Hoheitsgewässer zu verlassen, weil sonst das Fischereiabkommen mit Spanien aufgekündigt werde.
Der damalige Gouverneur forderte Spanien auf, Ansprüche im „21. Jahrhundert vor dafür eingerichteten internationalen Gerichten geltend zu machen“, statt eine „gefährliche Konfrontation auf dem Meer“ wie im 18. Jahrhundert zu suchen. Spanien organisiere die Konflikte und benutze dafür die Fischer, warf er Spanien vor. Andalusische Fischer vermuteten zudem, Gibraltar wolle die Fischerei vertreiben, um Raum für den Bau eines Luxushafens zu gewinnen.

### Konflikt um künstliches Riff 2013
Die Spannungen begannen Ende Juli 2013, als Schiffe vor Gibraltar Betonblöcke ins Wasser ließen, um ein bestehendes künstliches Riff auszubauen. Die Initiative für das größte künstliches Riff Europas wurde bereits 1973 von Eric Shaw vom britischen Helping Hand Trust gestartet. Ziel ist es, mit einer Reihe von Wracks einen künstlichen Lebensraum für die marine Biodiversität in der Bucht von Gibraltar zu schaffen.
Britischen Behörden zufolge hatte Spanien versucht, die Bauarbeiten zu unterbrechen. Demnach sei unter anderem die spanische Polizeibehörde Guardia Civil unrechtmäßig in britische Hoheitsgewässer vorgedrungen. Spanische Behörden warfen hingegen Gibraltar vor, mit den Betonblöcken spanische Fischerboote fernhalten zu wollen.
Der Bürgermeister der südspanischen Stadt Algeciras warf Gibraltar wiederum vor, auch in spanische Gewässer Betonblöcke zu werfen und damit die Arbeit der spanischen Fischer behindern zu wollen.

#### Folgen
In einer ersten Reaktion auf den Riffbau verschärfte Spanien die Kontrollen an der Grenze zu Gibraltar, was dort zu langen Wartezeiten führte. Großbritannien bezeichnete dies als nicht gerechtfertigt. Das britische Außenministerium bestellte den spanischen Botschafter ein. Gibraltar wiederum beschwerte sich bei der EU-Kommission über die Reaktion Spaniens.
Anfang August 2013 eskalierte der Streit über Fischgründe zwischen Spanien und Gibraltar. Der spanische Außenminister José Manuel García-Margallo drohte in einem Zeitungsinterview mit Vergeltungsmaßnahmen. Eine Gebühr für Grenzübertritte von 50 Euro werde erwogen, die vor allem Touristen und in Spanien arbeitende Einwohner Gibraltars treffen sollte. Auch eine Schließung des Luftraums für Maschinen, die den Flughafen Gibraltar ansteuern, wollte der Außenminister nicht ausschließen.
Die spanische Zollchefin, Pilar Jurado, rechtfertigte die strengen Grenzkontrollen damit, dass der Schmuggel über die britisch-spanische Grenze zuletzt stark zugenommen habe. Gibraltar soll demnach zwischen Januar und Juni 2013 68,5 Millionen Zigarettenschachteln importiert haben. Die Produkte werden angeblich über die Grenze geschmuggelt, wobei Steuern hinterzogen werden.